# حفظ مشتری
حفظ مشتری عبارت است از توان یک کمپانی یا محصول در نگه داشتن مشتری‌های خود برای یک بازهٔ زمانی. وقتی نرخ حفظ مشتری، بالا باشد به معنی آن است که مشتری‌های یک محصول یا خدمات تجاری به مراجعه دوباره و خرید مجدد تمایل دارند. 